# Novelles (Sant Vicenç de Torelló)
Novelles és una masia de Sant Vicenç de Torelló (Osona) inclosa a l'Inventari del Patrimoni Arquitectònic de Catalunya.

## Descripció
Casa que consta de masoveria, de la qual destaca una porta d'arc de mig punt, i la casa dels amos, més gran i adossada a la masoveria. Destaquen les obertures de mig punt, formant porxos, a la masoveria i al lateral de la casa gran, i el terrat del primer pis, sobre l'entrada principal, on el finestral central té la llinda decorada amb una motllura a manera de frontó. Les cobertes són a doble vessant i a la casa gran les façanes acaben amb una sanefa de dents de serra. La casa està envoltada d'un ampli jardí.

## Història
Masia de caràcter senyorial utilitzada com a habitatge, malgrat les terres del seu voltant estan conreades. Sembla que originàriament havia pogut ser una masia més petita i recentment s'ha engrandit, en construir la casa gran al costat de la masoveria.